# Kew International Medal
O Kew International Medal é um prêmio concedido a indivíduos que fizeram uma contribuição significativa para a ciência e conservação. Foi estabelecido em 1992 pelo Conselho Administrativo do Royal Botanic Gardens, Kew.

## Laureados
Dentre os laureados constam::
- 1994: Robert Sainsbury e Lady Sainsbury[1]
- 1996: David Attenborough[1]
- 1999: Stella Ross-Craig[1]
- 2000: Margaret Stones[1]
- 2003: Mary Grierson[1]
- 2009: Peter H. Raven[1]
- 2012: Jared Diamond[2]
- 2014: Edward Osborne Wilson[1]
- 2015: Kiat Wee Tan[1]
- 2016: Sebsebe Demissew[1][3][4]
- 2017: Juan Manuel Santos[5][6][7]